# Nikos Katharios
Nikos Katharios (in greco Νίκος Καθάριος?; Salonicco, 7 ottobre 1994) è un calciatore greco, centrocampista del Kampaniakos.